# Cryptus atritibialis
Cryptus atritibialis är en stekelart som beskrevs av H. Douglas Pratt 1945. Cryptus atritibialis ingår i släktet Cryptus och familjen brokparasitsteklar. Inga underarter finns listade i Catalogue of Life.